# Austrian Football League 2006
Die Austrian Football League 2006 ist die 22. Spielzeit der höchsten österreichischen Spielklasse der Männer im American Football. Sie begann am 25. März 2006 mit dem Spiel der Swarco Raiders Tirol gegen die Dodge Vikings Vienna (7:34) und endete am 14. Juli 2006 mit dem Sieg und damit dem Meistertitel der Swarco Raiders Tirol gegen die Dodge Vikings Vienna (43:19) in der Austrian Bowl XXII auf der Hohen Warte in Wien.

## Teams
- Carinthian Black Lions (Klagenfurt)
- Cineplexx Blue Devils (Hohenems)
- Dodge Vikings Vienna (Wien)
- Swarco Raiders Tirol (Innsbruck)
- Turek Graz Giants (Graz)

## Tabelle
| AFL 2006 | AFL 2006               | AFL 2006 | AFL 2006 | AFL 2006 | AFL 2006 | AFL 2006 | AFL 2006 | AFL 2006 | AFL 2006 |
|          | Team                   | Sp       | S        | U        | N        | Pct      | P+       | P−       | Diff     |
| -------- | ---------------------- | -------- | -------- | -------- | -------- | -------- | -------- | -------- | -------- |
| 1        | Dodge Vikings Vienna   | 8        | 8        | 0        | 0        | 1,000    | 286      | 59       | +227     |
| 2        | Swarco Raiders Tirol   | 8        | 5        | 0        | 3        | 0,625    | 177      | 107      | 0+70     |
| 3        | Turek Graz Giants      | 8        | 5        | 0        | 3        | 0,625    | 161      | 136      | 0+25     |
| 4        | Cineplexx Blue Devils  | 8        | 2        | 0        | 6        | 0,250    | 134      | 162      | 0−28     |
| 5        | Carinthian Black Lions | 8        | 0        | 0        | 8        | 0,000    | 23       | 317      | −294     |

Legende: Sp = Spiele, S = Siege, U = Unentschieden, N = Niederlagen, Pct = Winning Percentage,

P+= erzielte Punkte, P− = zugelassene Punkte, Diff = Differenz

Bei gleicher Pct zweier Teams zählt der direkte Vergleich

_ Qualifikation für die Austrian Bowl

## Spielplan
| Datum              | Kickoff | Heim                   | Ergebnis | Auswärts               | Stadion                                    |
| ------------------ | ------- | ---------------------- | -------- | ---------------------- | ------------------------------------------ |
| Woche 1            |         |                        |          |                        |                                            |
| 25. März           | 15:00   | Swarco Raiders Tirol   | 7:34     | Dodge Vikings          | Tivoli-Neu, Innsbruck                      |
| Woche 2            |         |                        |          |                        |                                            |
| 2. April           | 15:00   | Turek Graz Giants      | 9:7      | Swarco Raiders Tirol   | ASKÖ-Stadion Eggenberg, Graz               |
| 2. April           | 15:00   | Dodge Vikings Vienna   | 22:0     | Cineplexx Blue Devils  | Stadion Hohe Warte, Wien                   |
| Woche 3            |         |                        |          |                        |                                            |
| 8. April           | 15:00   | Swarco Raiders Tirol   | 34:6     | Carinthian Black Lions | Tivoli-Neu, Innsbruck                      |
| 9. April           | 16:00   | Dodge Vikings Vienna   | 40:0     | Turek Graz Giants      | Stadion Hohe Warte, Wien                   |
| Woche 4            |         |                        |          |                        |                                            |
| 15. April          | 18:00   | Carinthian Black Lions | 8:23     | Turek Graz Giants      | Sportpark Klagenfurt-Welzenegg, Klagenfurt |
| Woche 5            |         |                        |          |                        |                                            |
| 22. April          | 18:00   | Carinthian Black Lions | 0:75     | Dodge Vikings Vienna   | Kaiser Arnold Stadion, Moosburg            |
| Woche 6            |         |                        |          |                        |                                            |
| 30. April          | 15:00   | Cineplexx Blue Devils  | 23:0     | Carinthian Black Lions | Herrenriedstadion, Hohenems                |
| Woche 7            |         |                        |          |                        |                                            |
| 7. Mai             | 15:00   | Turek Graz Giants      | 38:27    | Cineplexx Blue Devils  | ASKÖ-Stadion Eggenberg, Graz               |
| Woche 8            |         |                        |          |                        |                                            |
| 14. Mai            | 15:00   | Turek Graz Giants      | 35:0     | Carinthian Black Lions | ASKÖ-Stadion Eggenberg, Graz               |
| 14. Mai            | 15:00   | Cineplexx Blue Devils  | 10:17    | Swarco Raiders Tirol   | Herrenriedstadion, Hohenems                |
| Woche 9            |         |                        |          |                        |                                            |
| 20. Mai            | 18:00   | Carinthian Black Lions | 3:41     | Swarco Raiders Tirol   | Kaiser Arnold Stadion, Moosburg            |
| Woche 10           |         |                        |          |                        |                                            |
| 28. Mai            | 15:00   | Cineplexx Blue Devils  | 0:14     | Turek Graz Giants      | Herrenriedstadion, Hohenems                |
| 28. Mai            | 15:00   | Dodge Vikings Vienna   | 14:11    | Swarco Raiders Tirol   | Stadion Hohe Warte, Wien                   |
| Woche 11           |         |                        |          |                        |                                            |
| 17. Juni           | 17:00   | Swarco Raiders Tirol   | 26:15    | Turek Graz Giants      | ASKÖ-Stadion Eggenberg, Graz               |
| 18. Juni           | 15:00   | Cineplexx Blue Devils  | 14:31    | Dodge Vikings Vienna   | Herrenriedstadion, Hohenems                |
| Woche 12           |         |                        |          |                        |                                            |
| 24. Juni           | 17:00   | Swarco Raiders Tirol   | 34:16    | Cineplexx Blue Devils  | Tivoli-Neu, Innsbruck                      |
| 24. Juni           | 15:00   | Dodge Vikings Vienna   | 42:0     | Carinthian Black Lions | Stadion Hohe Warte, Wien                   |
| Woche 13           |         |                        |          |                        |                                            |
| 1. Juli            | 18:00   | Carinthian Black Lions | 6:44     | Cineplexx Blue Devils  | Fußballplatz Ruessteichweg, Hörtendorf     |
| 2. Juli            | 15:00   | Turek Graz Giants      | 27:28    | Dodge Vikings Vienna   | ASKÖ-Stadion Eggenberg, Graz               |
| Austrian Bowl XXII |         |                        |          |                        |                                            |
| 14. Juli           | 20:30   | Dodge Vikings Vienna   | 19:43    | Swarco Raiders Tirol   | Stadion Hohe Warte, Wien                   |

### Austrian Bowl XXII
| Austrian Bowl XXII - Wien (4.500 Zuschauer) | Austrian Bowl XXII - Wien (4.500 Zuschauer) | Austrian Bowl XXII - Wien (4.500 Zuschauer) | Austrian Bowl XXII - Wien (4.500 Zuschauer)               | Austrian Bowl XXII - Wien (4.500 Zuschauer)               | Austrian Bowl XXII - Wien (4.500 Zuschauer)               | Austrian Bowl XXII - Wien (4.500 Zuschauer)               |
| ------------------------------------------- | ------------------------------------------- | ------------------------------------------- | --------------------------------------------------------- | --------------------------------------------------------- | --------------------------------------------------------- | --------------------------------------------------------- |
| Team                                        | Team                                        | Punkte                                      | Q1                                                        | Q2                                                        | Q3                                                        | Q4                                                        |
| Swarco Raiders Tirol                        | Swarco Raiders Tirol                        | 43                                          | 0                                                         | 14                                                        | 8                                                         | 21                                                        |
| Dodge Vikings Vienna                        | Dodge Vikings Vienna                        | 19                                          | 7                                                         | 6                                                         | 6                                                         | 0                                                         |
| Vikings                                     | Raiders                                     | Spieler                                     | Spielzug                                                  | Spielzug                                                  | Spielzug                                                  | Spielzug                                                  |
| 7                                           | 0                                           | Luke Atwood                                 | 55-Yard Pass von Toby Henry (PAT Peter Kramberger)        | 55-Yard Pass von Toby Henry (PAT Peter Kramberger)        | 55-Yard Pass von Toby Henry (PAT Peter Kramberger)        | 55-Yard Pass von Toby Henry (PAT Peter Kramberger)        |
| 7                                           | 7                                           | Jakob Dieplinger                            | 28-Yard Pass von Adrien Kellman (PAT Josef Schnellrieder) | 28-Yard Pass von Adrien Kellman (PAT Josef Schnellrieder) | 28-Yard Pass von Adrien Kellman (PAT Josef Schnellrieder) | 28-Yard Pass von Adrien Kellman (PAT Josef Schnellrieder) |
| 13                                          | 7                                           | Clinton Graham                              | 32-Yard Lauf (PAT Peter Kramberger failed)                | 32-Yard Lauf (PAT Peter Kramberger failed)                | 32-Yard Lauf (PAT Peter Kramberger failed)                | 32-Yard Lauf (PAT Peter Kramberger failed)                |
| 13                                          | 14                                          | Christopher Rosier                          | 80-Yard Kickoff-Return (PAT Josef Schnellrieder)          | 80-Yard Kickoff-Return (PAT Josef Schnellrieder)          | 80-Yard Kickoff-Return (PAT Josef Schnellrieder)          | 80-Yard Kickoff-Return (PAT Josef Schnellrieder)          |
| 19                                          | 14                                          | Luke Atwood                                 | 28-Yard Pass von Toby Henry (TPC Toby Henry Pass failed)  | 28-Yard Pass von Toby Henry (TPC Toby Henry Pass failed)  | 28-Yard Pass von Toby Henry (TPC Toby Henry Pass failed)  | 28-Yard Pass von Toby Henry (TPC Toby Henry Pass failed)  |
| 19                                          | 22                                          | James Ellingson                             | 1-Yard Lauf (TPC James Ellingson Lauf)                    | 1-Yard Lauf (TPC James Ellingson Lauf)                    | 1-Yard Lauf (TPC James Ellingson Lauf)                    | 1-Yard Lauf (TPC James Ellingson Lauf)                    |
| 19                                          | 29                                          | Christopher Rosier                          | 3-Yard Pass von Geoffrey Buffum (PAT Josef Schnellrieder) | 3-Yard Pass von Geoffrey Buffum (PAT Josef Schnellrieder) | 3-Yard Pass von Geoffrey Buffum (PAT Josef Schnellrieder) | 3-Yard Pass von Geoffrey Buffum (PAT Josef Schnellrieder) |
| 19                                          | 36                                          | Christopher Rosier                          | 35-Yard Lauf (PAT Josef Schnellrieder)                    | 35-Yard Lauf (PAT Josef Schnellrieder)                    | 35-Yard Lauf (PAT Josef Schnellrieder)                    | 35-Yard Lauf (PAT Josef Schnellrieder)                    |
| 19                                          | 43                                          | Mario Rinner                                | 45-Yard Fumble Recovery (PAT Josef Schnellrieder)         | 45-Yard Fumble Recovery (PAT Josef Schnellrieder)         | 45-Yard Fumble Recovery (PAT Josef Schnellrieder)         | 45-Yard Fumble Recovery (PAT Josef Schnellrieder)         |
| MVP: James Ellingson, Raiders               |                                             |                                             |                                                           |                                                           |                                                           |                                                           |

## Liga-MVPs
Die am Ende der Saison bekannt gegebenen Liga-MVPs sind:
- Most Valuable Player des Jahres: Christian Steffani (Cineplexx Blue Devils)
- Offense Player des Jahres: Clinton Graham (Dodge Vikings)
- Defense Player des Jahres: Mario Rinner (Swarco Raiders Tirol)
- Youngstar Player des Jahres: Ramon Abdel Azim (Carinthian Black Lions)
- Coach des Jahres: Chris Calaycay (Dodge Vikings)